# Indiferentisme
L'indiferentisme, en la fe catòlica, és la creença que tenen alguns que csp religió ni filosofia és superior a cap altra. L'Església catòlica atribueix l'indiferentisme a moltes filosofies ateistes, materialistes, panteístiques i agnòstiques. Hi ha tres tipus bàsics d'indiferentisme descrits pels apologetes catòlics: l'indiferenciaisme absolut, restringit i liberal o latitudinari. L'indiferentisme fou identificat i oposat pel papa Gregori XVI per primera vegada, a la seva encíclica Mirari vos.
L'indeferentisme religiós s'ha de distingir de l'indiferentisme polític, que s'aplica a la política d'un estat que tracta totes les religions de les seves fronteres com a igualtat de condicions davant la llei del país. L'indiferentisme no s'ha de confondre amb la indiferència religiosa. El primer és principalment una teoria que dispara el valor de la religió; l'últim terme designa la conducta d'aquells que, tant si creuen com si no creuen en la necessitat i la utilitat de la religió, deixen de fet els seus deures.

## Magisteri catòlic sobre l'indiferentisme
A l'Església Catòlica, la creença que una religió és tan bona com una altra i que totes les religions són vies igualment vàlides per a la salvació, és considerada com evidentment falsa, ja que ningú creu sincerament que, per exemple, una religió basada en el sacrifici humà i la subjugació dels rivals és tan bo, veritable i bell com una basat en l'amor heroic de Déu i el seu proïsme. La condemna a l'indiferentisme com a heretgia està estretament lligada a la definició dogmàtica que fora de l'Església no hi ha salvació, una idea complexa que postula que moltes persones són seguidores de Crist sense cap entesa específica que és de fet Jesús a qui segueixen. En suport d'aquesta posició, la Congregació per a la Doctrina de la Fe ha dit "Això no disminueix el respecte sincer que l'Església té per les diverses tradicions religioses, reconeixent en ells elements de veritat i de bondat"

### Indiferentisme absolut
Immanuel Kant argumenta que l'indiferentisme absolut representa una forma extrema d'escepticisme que argumenta que no hi ha un motiu racional per acceptar qualsevol posició filosòfica, una posició que coincideix amb la comprensió catòlica romana del terme. Segons l'Església catòlica, aquest tipus d'indiferentisme absolut resulta en la voluntat de concedir qualsevol posició. Sovint s'associa amb el relativisme moral.

### Indiferentisme restringit
El catolicisme també s'oposa com a “indiferentisme” a un espectre d'idees pragmàtiques que admeten la necessitat de la religió per la seva influència positiva en la vida humana; però sostenen que totes les religions són igualment certes. L'advocat clàssic d'aquesta teoria és Jean-Jacques Rousseau, que manté, en el seu Emili,que Déu només mira la sinceritat de la intenció, i que tothom el pot servir quedant en la religió en què van ser criats, o convertint-se en qualsevol altra que els agradi més (Emile, III). Avui es proposa aquesta doctrina àmpliament, ja que, més enllà de la veritat de l'existència de Déu, no podem assolir cap coneixement religiós; i que, atès que Déu ens ha deixat així en incertesa, estarà satisfet amb qualsevol forma de culte que li oferim sincerament. Aquesta idea només pot ser assumible en un context cultural que té per descomptat la majoria de les creences ètiques: té problemes greus tan aviat com es posa en qüestió la base de l'ètica.
Des d'una perspectiva catòlica romana, dir que totes aquestes creences irreconciliables agraden igualment a Déu és dir que Déu no té preferència per la veritat i negar la raó. L'Església catòlica romana argumenta que l'indiferentisme restringit no és diferent de l'indiferentisme absolut perquè, tot i que reconeix nominalment la utilitat de la religió, afirmar que “totes les religions són igualment bones” significa que la religió no serveix per a res.

### Indiferentisme liberal o latitudinari
L'Església catòlica també resisteix com a indiferentisme la creença que, com que el cristianisme és la veritable religió, no fa diferència a quina de les diverses denominacions cristianes que el creient opta per unir-se. El catolicisme critica el protestantisme específicament per a aquest tipus d'indiferentisme limitat, remarcant que moltes denominacions protestants no reclamen cap fidelitat particular a l'evangeli, alhora que mantenen que totes les formes de culte poden ser iguals (es llegeix “indiferentment”) eficaç amb l'objectiu de construir un punt més proper d'unió amb Déu: una posició latitudinària. El papa Pius XI va criticar explícitament el moviment ecumènic per aquests motius en la seva encíclica Mortalium animos. Des de la perspectiva catòlica, aquesta forma d'indiferentisme és més aviat com dir: "No fa diferència quines eines i materials s'utilitzen per construir una casa, resultarà bé, independentment del que facis o no facis ".